# Ricard Cuadra i Camprubí
Ricard Cuadra i Camprubí (Berga, 1951 - 1997) fou un dels músics que més importància ha tingut a la Patum de Berga. Va ésser durant anys el director de la Cobla Ciutat de Berga i des del 1993, director del Concert de Patum que es feia (i es fa) cada any el dissabte abans de Corpus Christi.
Ricard Cuadra va ser director de l'Escola de Música Municipal de Berga i un estudiós i recuperador de diferents músiques de la Patum, a qui li fou atorgada la medalla d'or de la ciutat de Berga a títol pòstum.
Va organitzar l'any 1993 el Concert de Música Oblidada de la Patum, amb la intenció primera de recuperar aquelles peces musicals que anys enrere havien format part de la nostra festa i que ja no s'interpretaven. L'èxit de la convocatòria va propiciar que aquest concert tingués continuïtat els anys 1995 i 1997 amb els concerts de Música de la Patum i La Patum i la cobla.
El més destacat d'aquell primer concert, però, fou la recuperació a la plaça d'algunes obres que feia dècades que s'havien deixat d'interpretar. Així, a més de tornar a escoltar versions distintes del ball dels Turcs i cavallets i dels Plens, obra d'en Joan Soler, es reintroduïren a la Patum diversos balls de Nans i de Gegants i el vals-jota La Patumaire de Lluís Sellart i Espelt.

## Memorial Ricard Cuadra
El Memorial Ricard Cuadra és una associació sense ànim de lucre que va néixer després de la mort de Ricard Cuadra amb l'objectiu de preservar i editar la seva obra i continuar la seva tasca d'investigació, dignificació i experimentació de i amb la música de la Patum. Aquesta tasca dona fruits cada any en forma de concert, al qual participen, desinteressadament, més de 50 músics.
Actualment, el concert està dirigit pels músics berguedans Robert Agustina i Sergi Cuenca.
El concert de l'any 2005 comptà amb la participació del compositor i pianista Albert Guinovart, i l'any 2008 la Companyia Elèctrica Dharma va acompanyar el Memorial Ricard Cuadra. L'any 2010 el concert se celebrà també al Centre Artesà Tradicionàrius de Barcelona.

### Estructura del Concert
El concert anual de la banda del Memorial Ricard Cuadra està format per dues parts.
La primera part és la part de composició. Algun músic o convidat compon versions de la música de la Patum i s'interpreten per la Banda del Memorial, algun convidat o ambdós.
La segona part s'anomena "Salt de Patum". Inclou les instrumentacions que el mestre Joan Baptista Lambert va fer cap a l'any 1932, que són:
- Turcs i Cavallets
- Les Maces (Joan Trullàs i Vivó)
- L'Àliga
- Nans Vells (variable)
- Gegants (variable)
- Nans Nous
- Tirabol
- Vals Jota (Arr. Sergi Cuenca)
- La Patumaire (Arr. Ricard Cuadra)
- El Patumaire (Arr. Robert Agustina)

### La banda del Memorial
La banda del Memorial està formada per tres seccions d'instruments, vent-fusta, vent-metall i percussió.
- Flautes
- Oboès
- Clarinets
- Saxòfons Alts
- Saxòfons Tenors
- Trompes
- Trompetes
- Trombons
- Fiscorns
- Bombardins
- Tubes

Depenent del del Concert de cada any, s'hi incorporen altres instruments.
- El concert de l'any 2009 fou "Viatge de Patum", obra de Roger Belmonte, amb la banda i quatre acordions.
- El concert de l'any 2010 fou "La Patum i la Cobla", amb obres de: Albert Gumí, Robert Agustina, Sergi Cuenca, Rafael Ferrer i J. Lluís Moraleda. Intervingué una Cobla formada per estudiants i professors de l'ESMUC i una altra formada per berguedans. També s'hi van incorporar timbales i un gong.
- L'any 2011 el concert fou amb el trio de Llibert Fortuny, format pel mateix Llibert, Gary Willis i David Gómez. Es tocaren obres escrites pel mateix Llibert Fortuny.
- L'any 2012 el concert fou amb PERCUSSIONS DE BARCELONA, formada per Sebastià Bel, Ramon Torramilans i Ignasi Vila. Es tocaren obres d'Albert Carbonell.
- L'any 2013 el concert prengué el format de musical amb la col·laboració de Lloll Bertran. Es musicaren textos de Pep Moneo, Màrius Moneo i Celdoni Fonoll. La música li posaren Sergi Cuenca, Robert Agustina i Roger Belmonte.
- L'any 2014 la Banda del Memorial fou acompanyada per l'Orquestra de corda de L'Escola Municipal de Música de Berga, juntament amb els violinistes Alba roca i Oriol Saña. El compositor fou Àlex Martínez.
- L'any 2015 el concert es fa amb el Manel Camp Quartet, format pel mateix Manel Camp al piano, Horacio Fumero al contrabaix, Matthew Simon a la trompeta i Lluís Ribalta a la bateria. Les obres són originals de Manel Camp.